# København paa Kryds og Tværs (film fra 1934)
 Ikke at forveksle med København paa Kryds og Tværs (film fra 1906).
København paa Kryds og Tværs er en dansk dokumentarfilm fra 1934.

## Handling
Byen vågner: den første sporvogn kører, aviser og mælk bringes ud, skraldebøtter tømmes, fortove spules, børn køres til vuggestuen, arbejderne sejles ud til værfterne fra Nordre Toldbod, fisketorvet på Gl. Strand, morgenkaffen indtages på gaden. Kødbyen, Halmtorvet, Grønttorvet. Cykelbyen København. Kong Chr. X. på morgentur. Børn og unge strømmer til skole. Aarhusbåden ankommer. Gefionspringvandet, Den engelske Kirke, Kastellet og Langelinie. Kongeskibet og Amalienborg. Vagtparaden trækker op. Botanisk Have. Kgs. Nytorv. Børsen og Christiansborg. Byens kanaler. Politigården. Langebro. Christianshavn – og byens myldrende trafik. Højbro Plads. Rådhuspladsen bl.a. med det berømte trafiklys "Stoppenålen". Vesterport st. Hovedbanegården. Søerne. Nørrebrogade. De gamles by. Koncert i Fælledparken. Fodboldkamp i Idrætsparken. Lyngbyvej. Galopløb i Klampenborg. Strandliv. Skelstenen på Strandvejen. Trianglen. Amerikabåden ankommer. Ørstedsparken. Købmagergade og Strøget. Vesterbrogade. Sydhavn. Zoologisk Have. Haveselskabets Have og Frederiksberg Alle. Motorløb. Kastrup Lufthavn – et tysk Lufthansa-fly af typen Junkers G.38 lander. Rådhuspladsen aften. Tivoli by Night.

## Medvirkende
- Kong Christian X